# Chùa Phổ Ninh

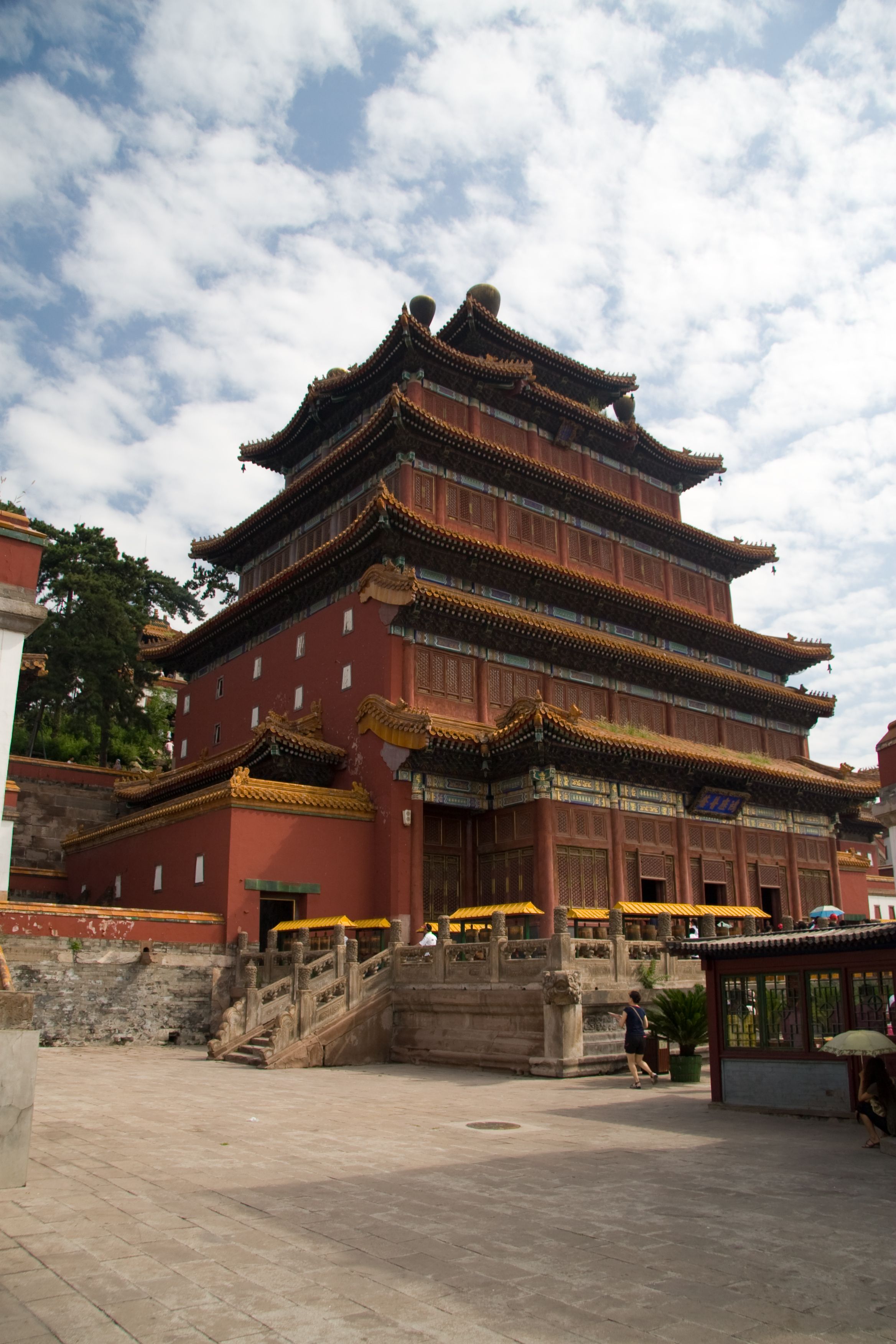
Chùa Phổ Ninh

Chùa Phổ Ninh (tiếng Trung: 普宁寺), hay Phổ Ninh Tự nằm ở Thừa Đức, tỉnh Hà Bắc, Trung Quốc (thường gọi là Chùa Phật lớn) là một ngôi chùa được xây dựng vào thời nhà Thanh năm 1755, dưới thời vua Càn Long (1735-1796) nhằm thể hiện sự quan tâm của vua Thanh với các dân tộc thiểu số. Nó nằm gần Tị Thử Sơn Trang, bên cạnh một di tích nổi tiếng khác là Miếu Phổ Đà Thừa Chi, và là một trong "Bát Ngoại Miếu" của Thừa Đức. Trong khi miếu Phổ Đà Thừa Chi được thiết kế theo Cung điện Potala của Tây Tạng, chùa Phổ Ninh lại được thiết kế theo tu viện Samye, một địa điểm thiêng liêng của Lạt ma giáo. Mặt trước ngôi chùa được xây dựng theo kiểu Trung Hoa, dù toàn bộ ngôi chùa là sự kết hợp giữa phong cách kiến trúc Tây Tạng và Trung Hoa. Chùa Phổ Ning cũng là nơi đặt công trình điêu khắc bằng gỗ cao nhất thế giới, tượng bồ tát Quán Thế Âm (cao 22.28 mét và nặng 110 tấn), do đó ngôi chùa còn được gọi là "Chùa Phật lớn". Sảnh chùa, đình, tháp chuông và tháp trống là những nét đặc trưng của chùa Phổ Ninh.

## Lịch sử

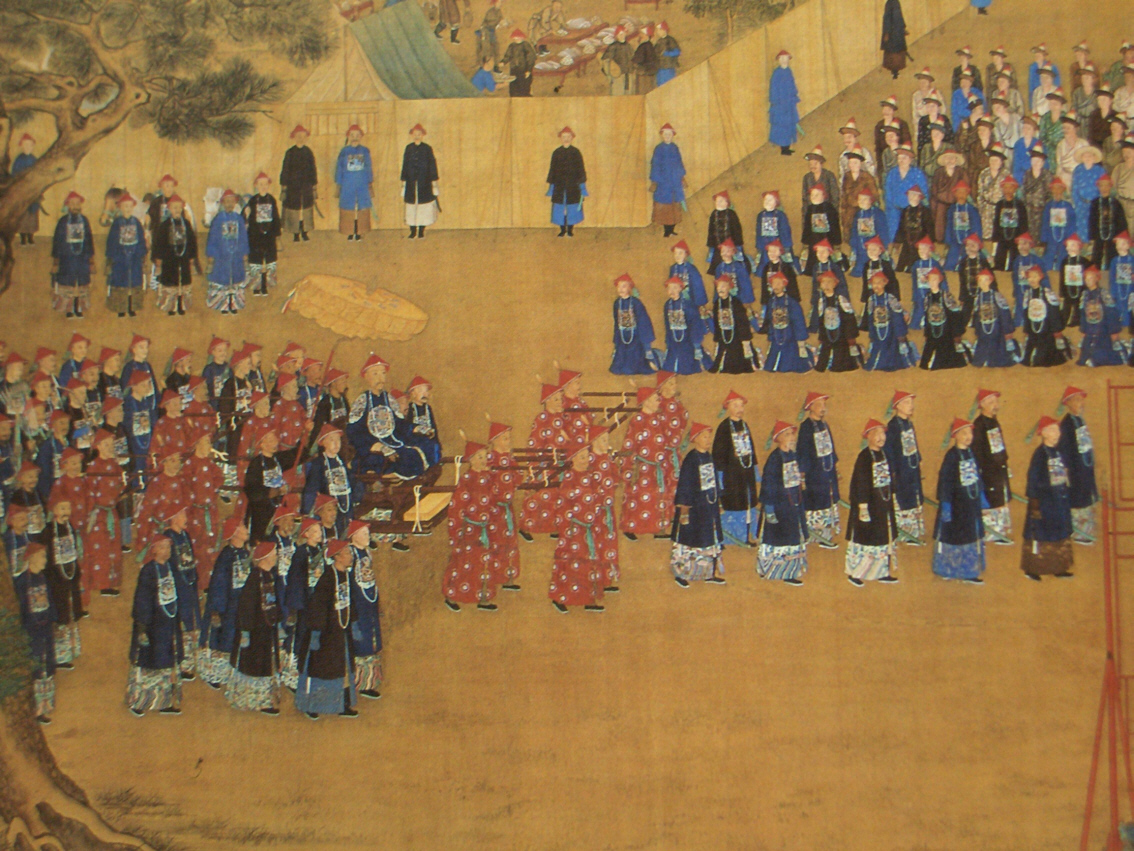
Vua Càn Long (trị vì 1735-1796) thăm Thừa Đức.

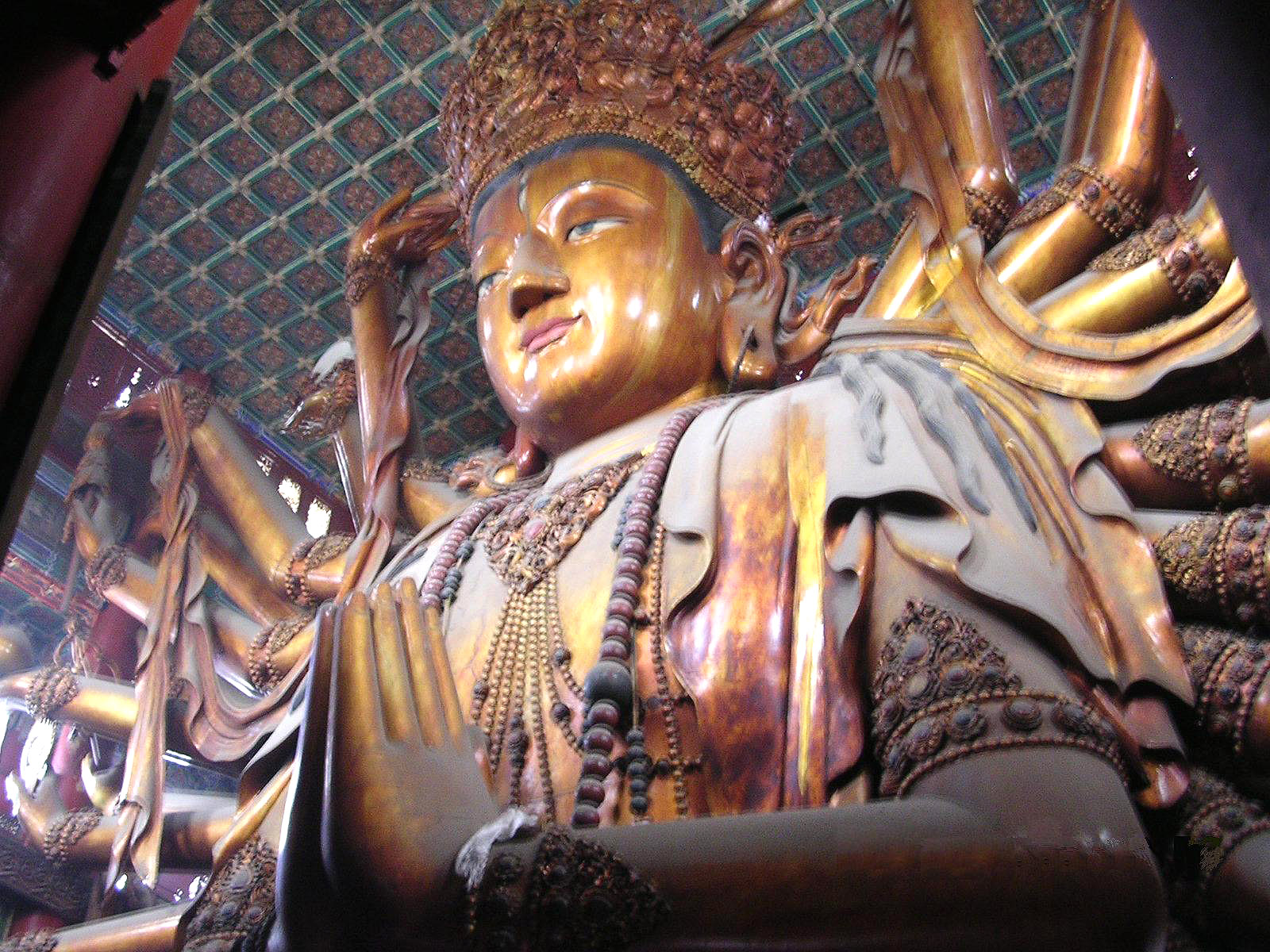
Tượng gỗ Bồ Tát khổng lồ

## Hình ảnh

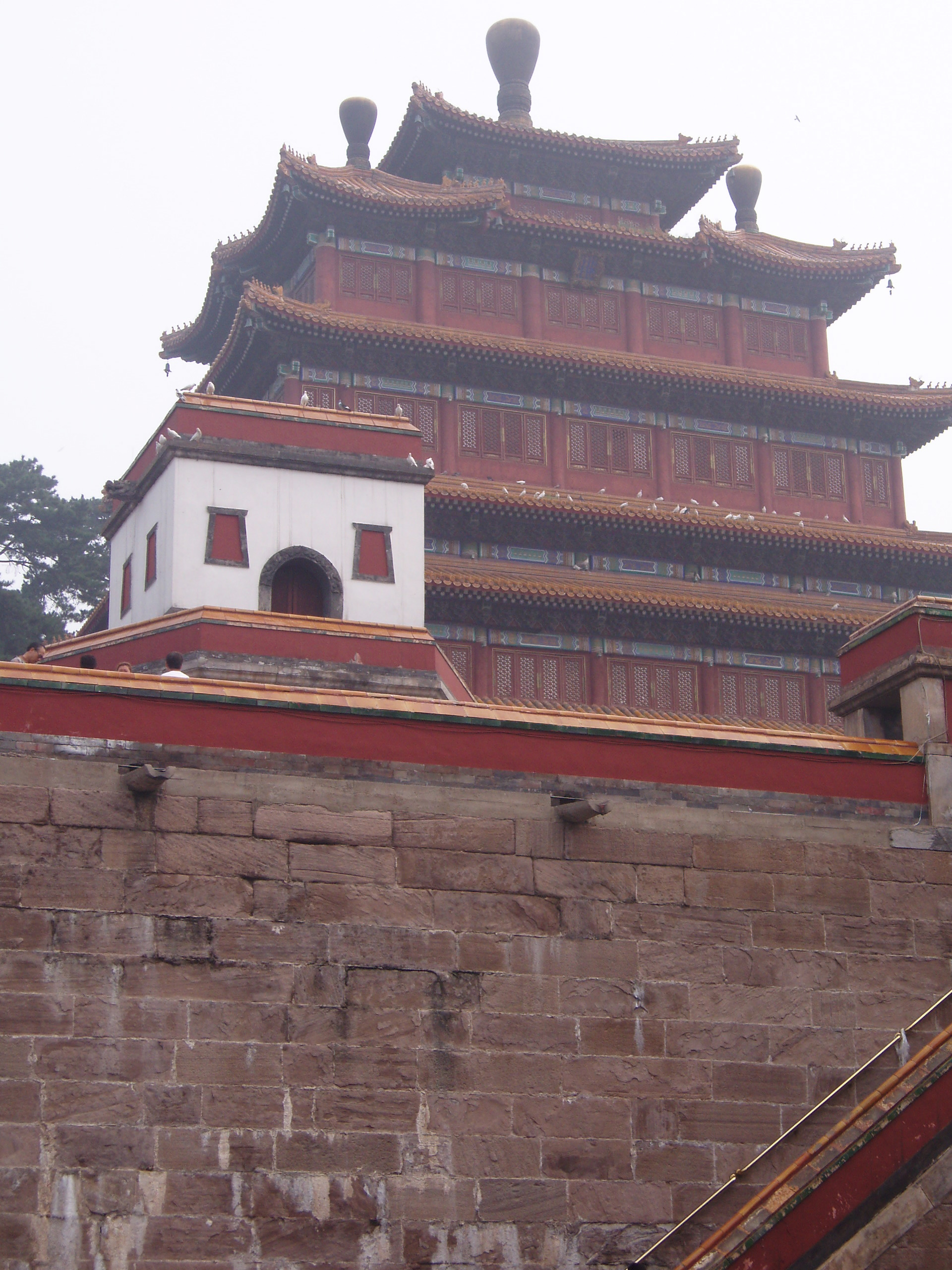
Sảnh chính nơi đặt tượng Bồ Tát
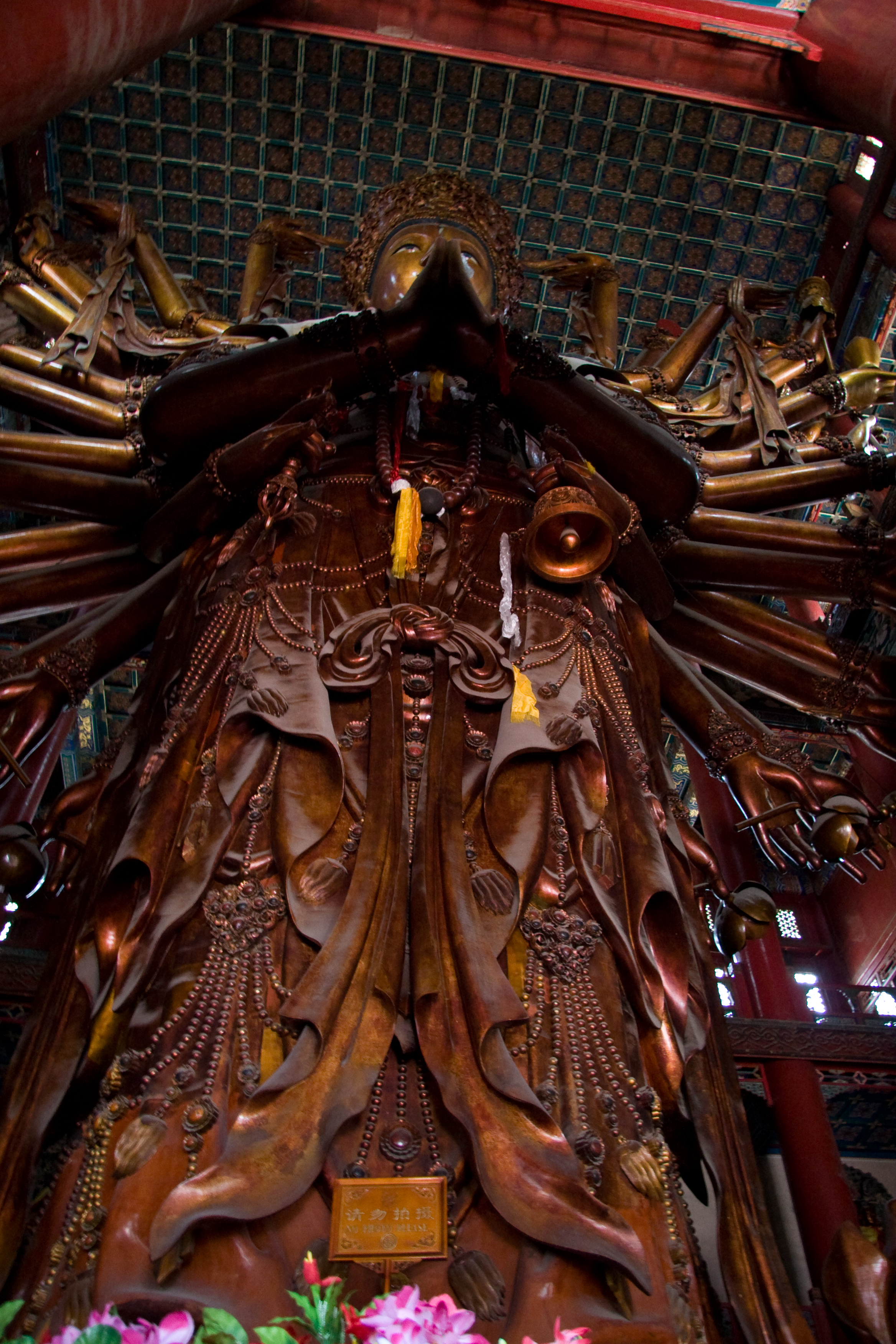
Nhìn lên tượng Bồ Tát
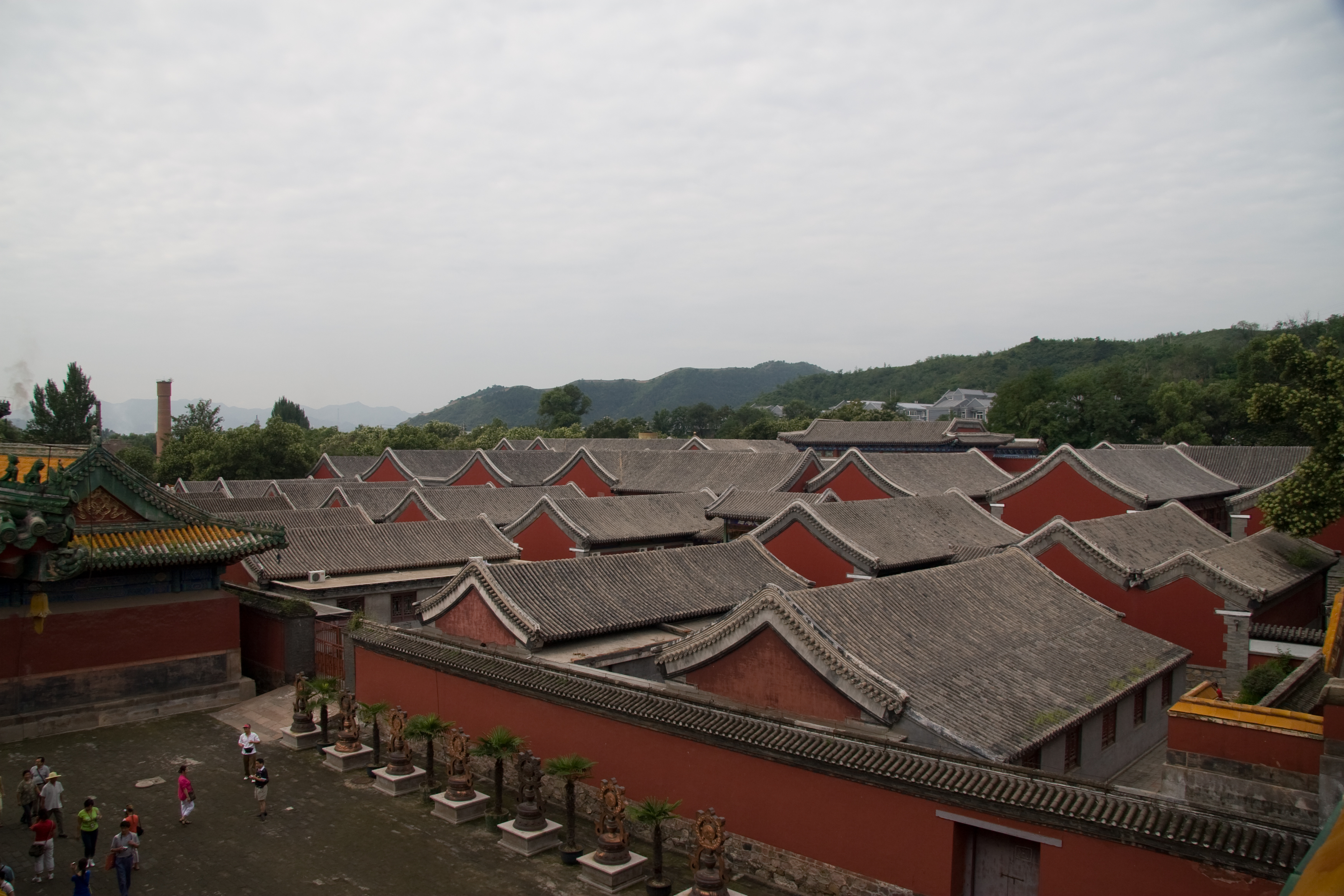
Xung quanh chùa
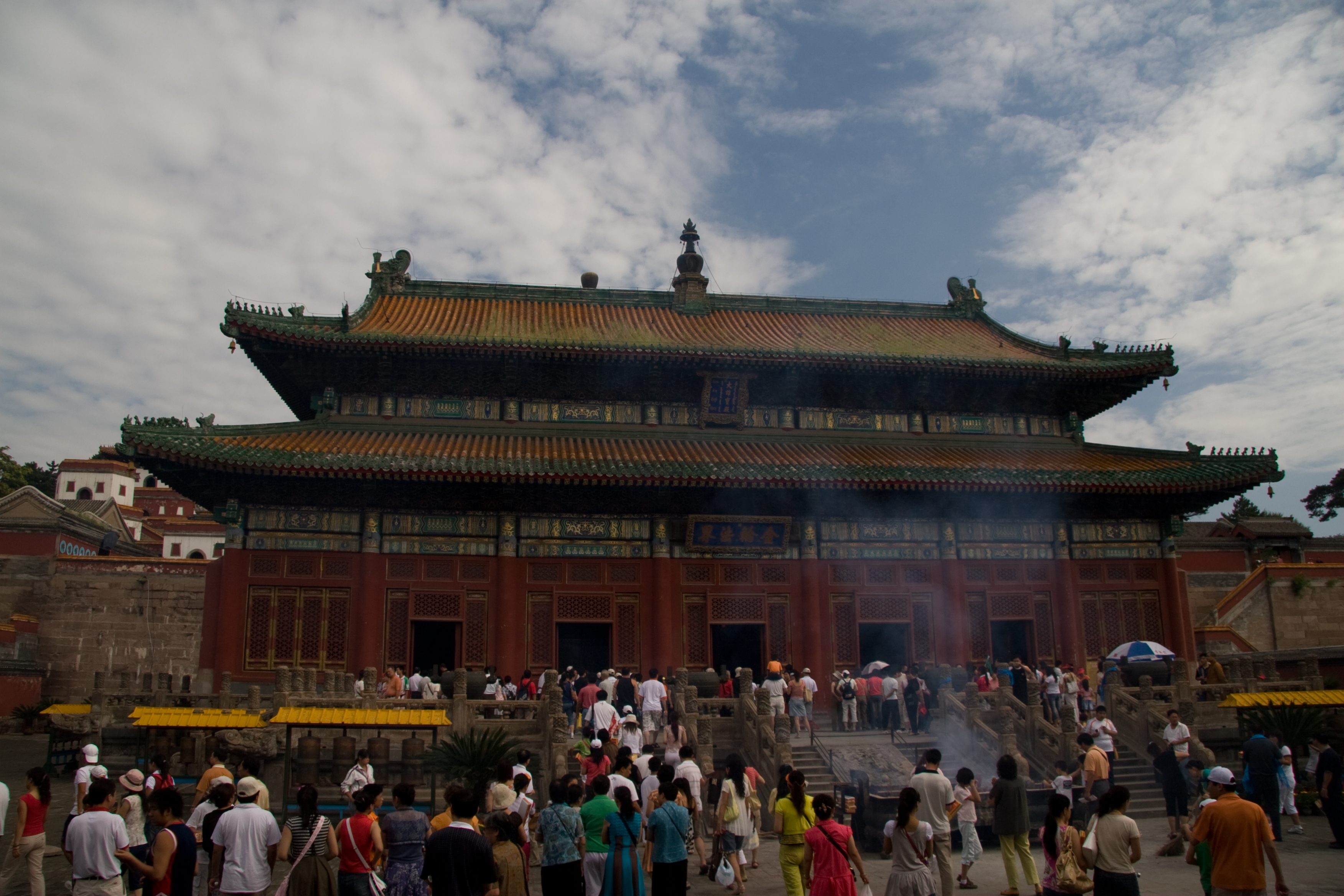
Phần chùa chính
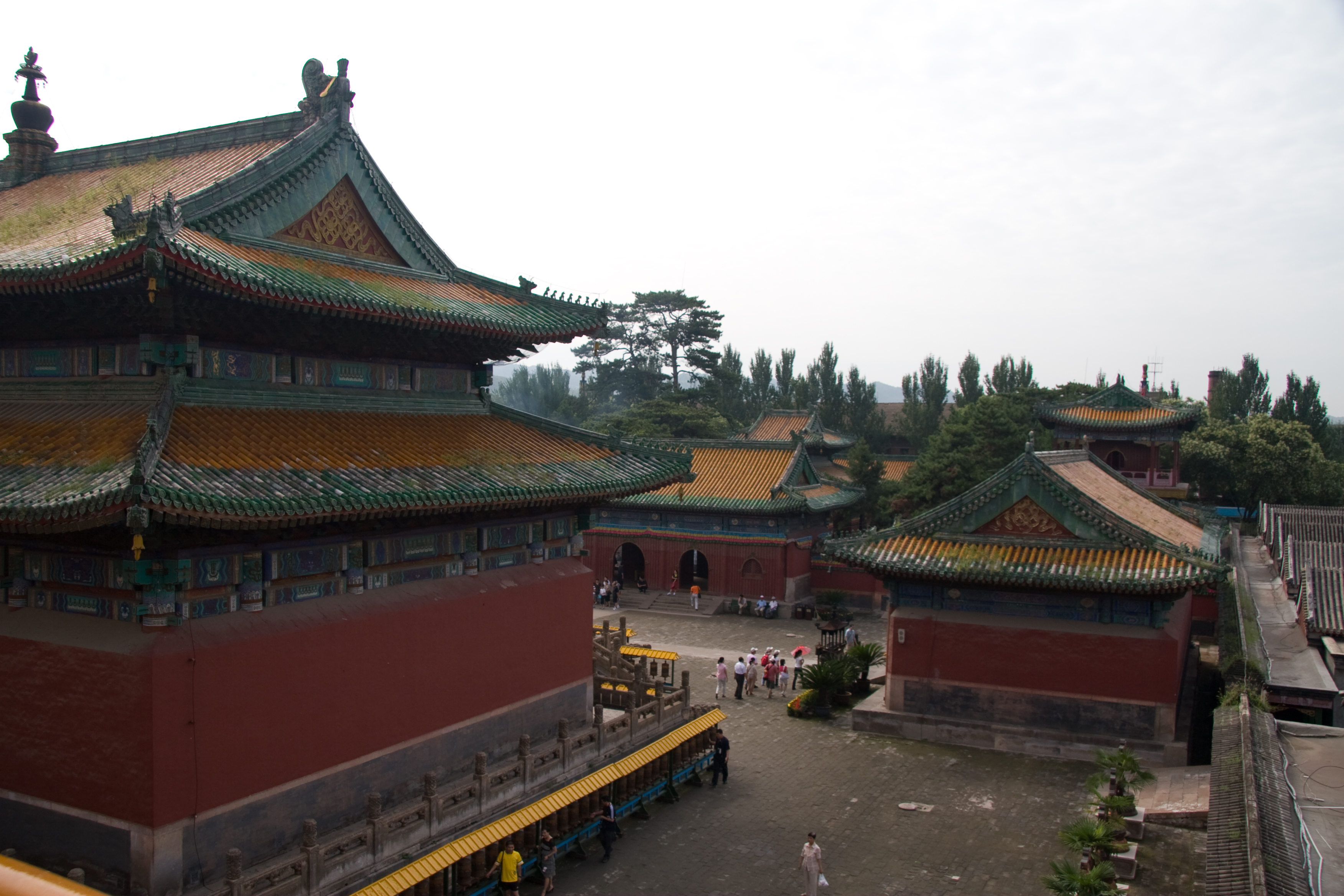
Xung quanh chùa
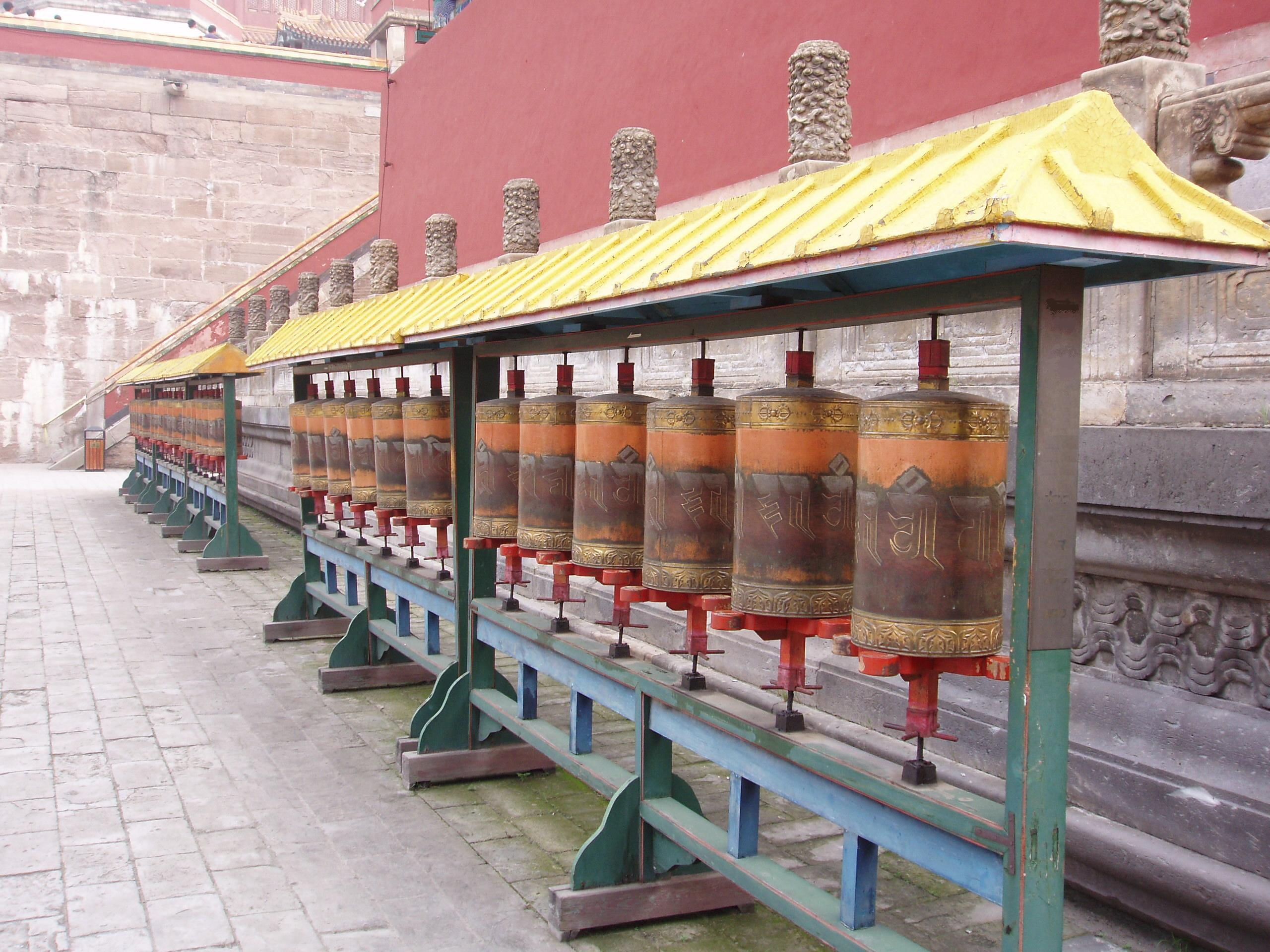
Các bánh quay giáo lý của Đức Phật ở chùa Phổ Ninh.
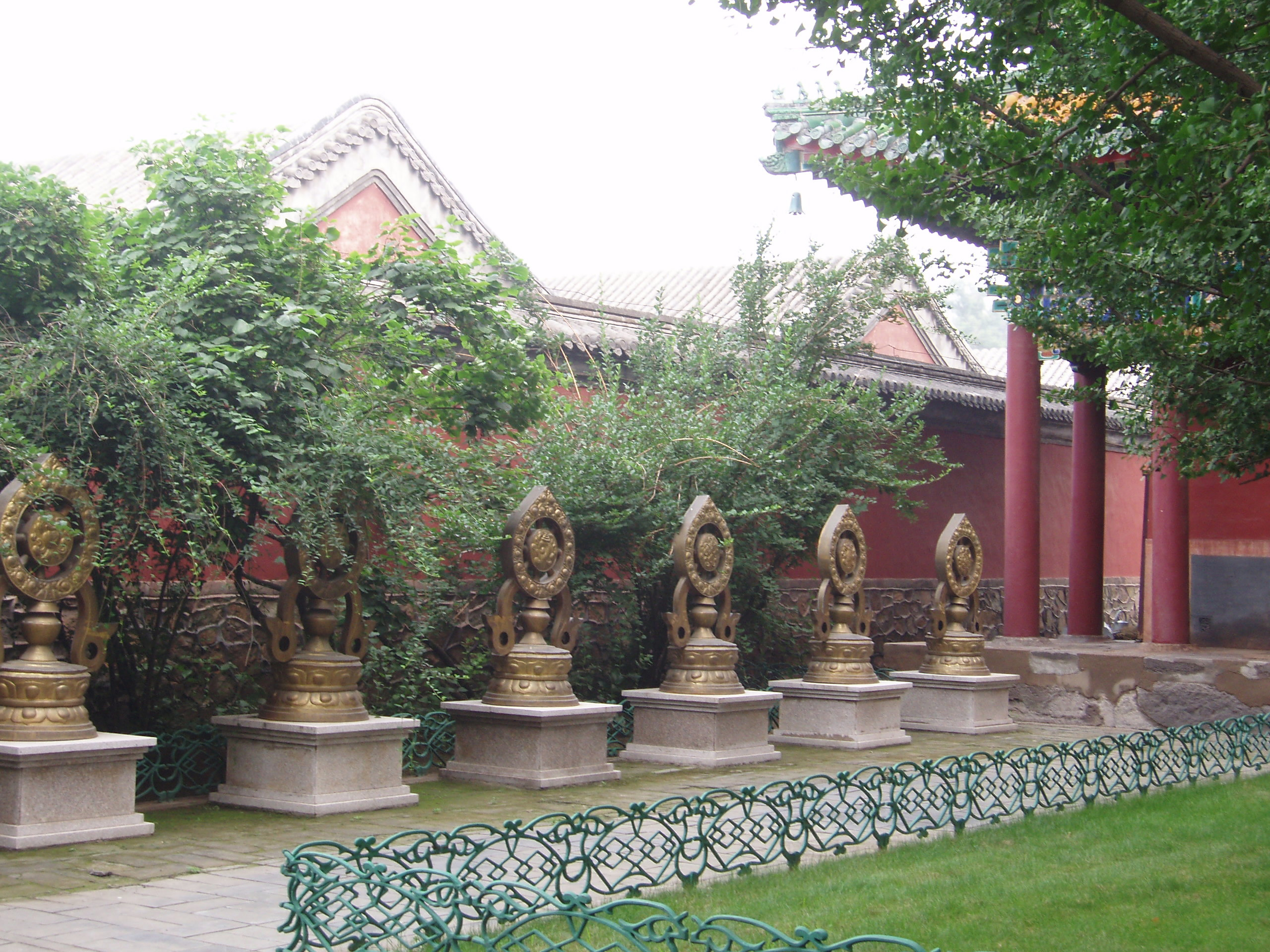
Sân trong chùa
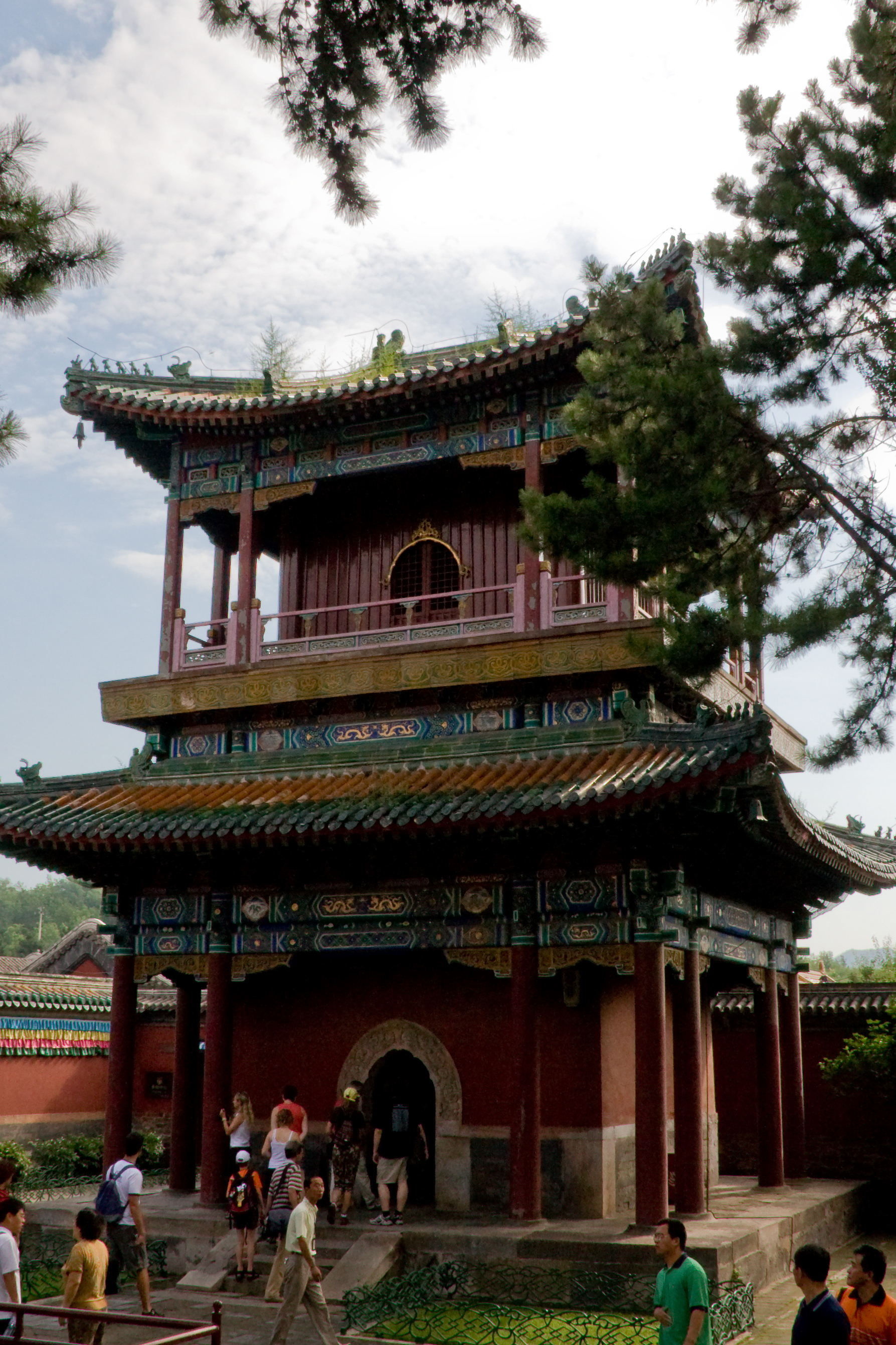
Một cái đình trong chùa Phổ Ninh